# Церковь Святого Христа Всеспасителя (Батуми)
Церковь Святого Христа Всеспасителя (арм. Բաթումի Սուրբ Քրիստոս Ամենափրկիչ եկեղեցի; груз. ბათუმის წმინდა ქრისტეს სომხური ეკლესია) — храм Армянской Апостольской церкви в городе Батуми, Грузия. Расположена на улице Константина Гамсахурдия.

## История

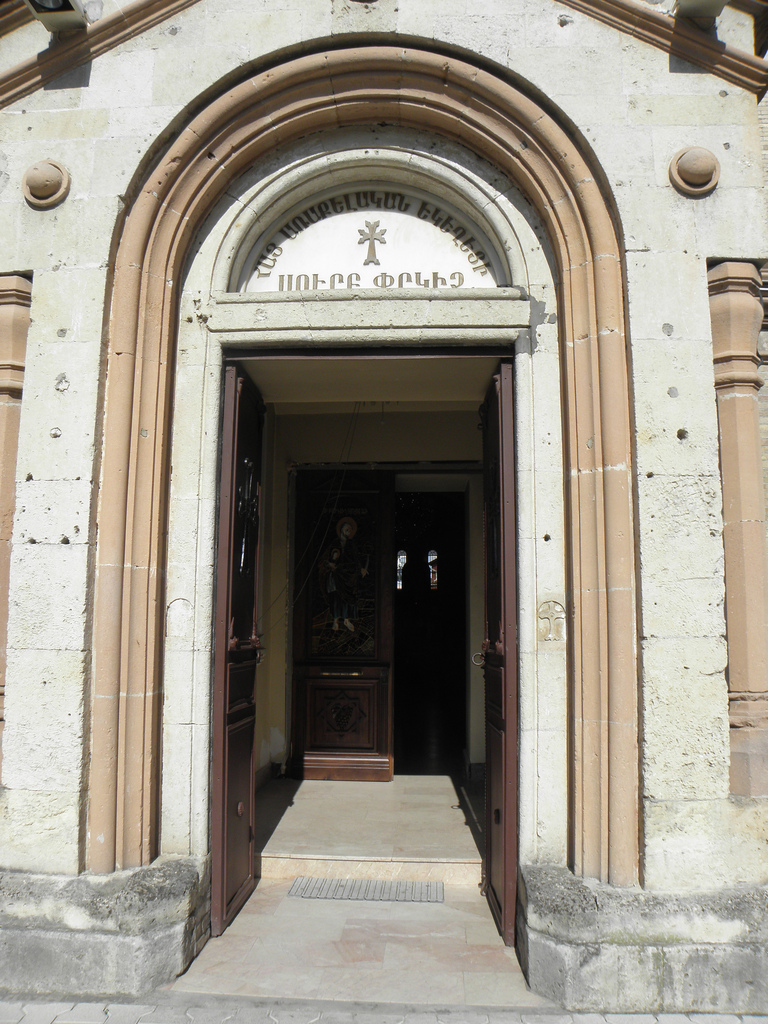
Вход в церковь. Видна надпись на армянском языке над центральным входом.

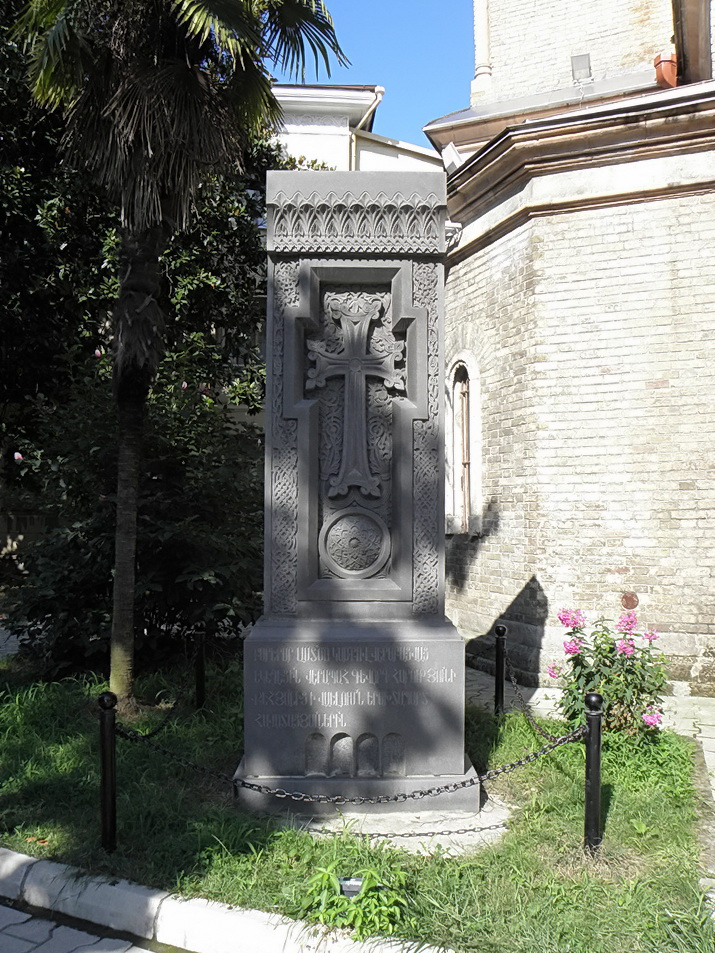
Хачкар во дворе церкви.

Жизнь армян Батуми, как и всей Аджарии, стала наиболее активной с 1880-х годов. В 1885—1887 в Батуми шло строительство первой армянской церкви. Средства были собраны всей местной армянской общиной, а архитектором стал австриец Роберт Марфельд . С приходом советской власти церковь была закрыта и превращена в склад. В 1959 в году была оснащена под обсерваторию. Благодаря усилиям Армянской Апостольской церкви, местной армянской общины и Республики Армения в 1992 году церковь возвращается к армянам и уже с 1995 года начинает действовать. Однако активная деятельность церкви началась лишь с окончания реконструкции, которая длилась с 1993 по 2000 года. Становится центром более 8000 армян Батуми. Настоятелем церкви является священник Арарат (Гамбалян), который является единственным представителем Армянской Апостольской церкви как в Батуми, так и во всей Аджарии. Церковь имеет воскресную школу, молодёжный центр и 2 музыкальные группы. Во дворе церкви часто проходят культурные мероприятия. Посетивший Турцию с концертным туром в августе ванадзорский ансамбль песни и танцев «Татев», дал концерт во дворе церкви.
В начале марта 2010 года церковь посетил и принял участие в воскресной литургии президент Армении Серж Саргсян, где он зажёг свечу и возложил цветы к хачкару, установленному во дворе церкви..